# San Carlo Canavese
San Carlo Canavese es una localidad y comune italiana de la provincia de Turín, región de Piamonte, con 3672 habitantes.

## Evolución demográfica
| Gráfica de evolución demográfica de San Carlo Canavese entre 1861 y 2001 |
|                                                                          |
| Fuente ISTAT - elaboración gráfica de Wikipedia                          |

## Ciudades hermanas
- San Carlos Centro, Provincia de Santa Fe, Argentina[1]